# Kerehalli, Chamarajanagar
Kerehalli là một làng thuộc tehsil Chamarajanagar, huyện Chamarajanagar, bang Karnataka, Ấn Độ.